# Erzeugergemeinschaft
Als Erzeugergemeinschaft (kurz EZG, auch Erzeugerring) wird allgemein ein Zusammenschluss landwirtschaftlicher Betriebe der verschiedensten Art bezeichnet. Sie kann ein wirtschaftlicher Verein, eine Gesellschaft bürgerlichen Rechts (GbR), eine Genossenschaft oder jede andere juristische Person des Privatrechts sein. Sie bündelt ihre Produktion und Vermarktung, um Qualität, Planungssicherheit, Preise und Verhandlungsmacht zu verbessern. In der aktuellen Rechts- und EU-Terminologie heißt sie meist Erzeugerorganisation (EO).

## Grundlagen und Idee
Gesetzliche Grundlage ist das Agrarmarktstrukturgesetz. Viele Landwirte, Winzer, Fleischerzeuger und Biobauern, die ihre Selbständigkeit erhalten wollen, haben sich daher in Erzeugergemeinschaften zusammengeschlossen. Durch den kostengünstigen gemeinsamen Einkauf von Futtermitteln, Saatgut, landwirtschaftlichen Geräten etc. und die gemeinsame Vermarktung ihrer Produkte bleiben sie konkurrenzfähig.
Normalerweise sind die Mengen, die sie produzieren, zu gering, um damit größere Abnehmer beliefern zu können. Dadurch ist der Kreis der potentiellen Kunden eingeschränkt und der einzelne Erzeuger, sei es von Gemüse, Wein oder auch Fleisch und Geflügel, steht in direkter Konkurrenz zu seinen Kollegen. Enormer Preisdruck und wirtschaftliche Unsicherheit können die Folge sein.
In einer Erzeugergemeinschaft können sie ihre Produkte über einen gemeinsamen Pool vermarkten. Eine von allen akzeptierte Gesellschaft tritt als Großanbieter auf und liefert dem Kunden die gesamte Ware sozusagen aus einer Hand. Die nötige Qualitäts- und Liefersicherheit wird somit garantiert und ist ein entscheidender Vorteil für den Kunden. Die Erzeuger können sich weiterhin auf ihre Betriebe konzentrieren und die Gemeinschaft kümmert sich um den Verkauf der Produkte. Beobachtungen des Marktes und die Entdeckung der besten Vermarktungschancen für die Mitglieder ist allein Aufgabe der Gesellschaft.
Ein weiterer positiver Effekt ist die Erhaltung der Artenvielfalt. Jenseits der ertragsoptimierten Großbetriebe setzen sich viele Erzeugergemeinschaften für den Erhalt traditioneller und lokaler Sorten und Tierrassen ein, wie die Bäuerliche Erzeugergemeinschaft Schwäbisch Hall (BESH) für die Züchtung des Schwäbisch-Hällischen Landschweins.

## Entwicklung
In Deutschland wurden Erzeugergemeinschaften erstmals 1969 gesetzlich gefasst: Das Marktstrukturgesetz („Gesetz zur Anpassung der landwirtschaftlichen Erzeugung an die Erfordernisse des Marktes“) definierte Erzeugergemeinschaften, regelte ihre Anerkennung durch die Landesbehörden und sah Gründungs- und Investitionsbeihilfen vor. Verschiedene Initiativen und Gesetzgebungen bauten das Modell der Erzeugergemeinschaften aus, so etwa mit dem sogenannten Milchpaket (2012), das die Rolle von Erzeugerorganisationen im Milchsektor ausdrücklich stärkt. In der Praxis sind Erzeugerorganisationen heute in vielen Sektoren verankert. Bayern meldete Im Jahr 2021 216 anerkannte Erzeugerorganisationen mit rund 76 500 Mitgliedern.